# リーマンの素数公式
リーマンの素数公式（Riemann's prime number formula）とは、ドイツの数学者ベルンハルト・リーマンが1859年に自身の論文「与えられた数より小さい素数の個数について」において発表した、素数の個数関数 π(x) をゼータ関数の非自明な零点を用いて表示する公式である。素数公式のリーマン自身の証明は同論文の他のいくつかの結果同様不完全だったが、ハンス・フォン・マンゴルドによって1895年に厳密に証明された。

## 概要
リーマンの定義した素数の個数関数とは、大きさが x 以下の素数の個数を表す関数で、厳密には下のように定義される。
{\displaystyle \pi (x)={\sum _{p\leqq x}}^{\prime }1}
ここで p は素数を表し、Σ' はちょうど x が項数が増える整数のときは和の最後の項を半分にして足すことを示す。すなわち、不連続点における値を左右両極限値の平均として定めることを意味する。参考のためいくつかの特殊値を書けば π(1) = 0, π(2) = 1/2, π(3) = 3/2, π(4) = 2 である。リーマンはまず補助関数として次のような関数 Π(x)を導入した。
{\displaystyle \Pi (x)=\sum _{k\geqq 1}{\frac {1}{k}}\pi (x^{\frac {1}{k}})}
x < 2 のとき π(x) = 0（したがって Π(x) も 0）なので実質有限和であることに注意する。この式にメビウスの反転公式を用いると、
{\displaystyle \pi (x)=\sum _{m\geqq 1}{\frac {\mu (m)}{m}}\Pi (x^{\frac {1}{m}})=\sum _{m\leqq \log _{2}x}{\frac {\mu (m)}{m}}\Pi (x^{\frac {1}{m}})}
を得る。ここに μ(m) はメビウス関数であり、2つの目の等式は上述の注意による。
リーマンは同論文でゼータ関数 ζ(s)を複素変数に拡張し、解析接続を行った上で次の等式、
{\displaystyle {\frac {1}{s}}\log \zeta (s)=\int _{0}^{\infty }\Pi (x)x^{-s-1}\,dx}
を示し、この式にメリン変換の反転公式を適用することで
{\displaystyle \Pi (x)={\rm {li}}(x)-\sum _{\rho }{\rm {li}}(x^{\rho })-\log 2+\int _{x}^{\infty }{\frac {dt}{t(t^{2}-1)\log t}}}
が成り立つことを示した。ただし、第2項の和は ρ が ζ(s) の非自明な零点（実軸上にない零点）全体をわたり、実軸に近い順番に足していく、つまり
{\displaystyle \sum _{\rho }=\lim _{T\to \infty }\sum _{|\Im \rho |\leqq T}}
と解釈するものとする。上記の式を併せると、リーマンの素数公式、

{\displaystyle \pi (x)=\sum _{m\leqq \log _{2}x}{\frac {\mu (m)}{m}}\left({\rm {li}}(x^{\frac {1}{m}})-\sum _{\rho }{\rm {li}}(x^{\frac {\rho }{m}})-\log 2+\int _{x^{\frac {1}{m}}}^{\infty }{\frac {dt}{t(t^{2}-1)\log t}}\right)}

を得る。
この公式において li(x) の次に大きい数項は全て負の符号を持っているため、リーマンは論文中に「π(x) < li(x) が 常に成り立つというガウスの予想を支持する」と書いているが、この予想はのちにリトルウッドによる、π(x) - li(x) は無限回符号を変える、という結果によって否定されることになる。
論文のタイトルにも現れているようにこの公式がリーマンの主たる目的であったため、同じ論文において述べられたリーマン予想に関しては「厳密な証明がほしいが、調べている直接の対象には必要がない」と述べるにとどまっている。